# 東京都道481号新橋日の出ふ頭線
東京都道481号新橋日の出ふ頭線（とうきょうとどう481ごう しんばしひのでふとうせん）は、東京都港区内を通過する特例都道である。支線は中央区も通る。本線の全線においてゆりかもめと同一経路を走行する。
国道130号と並び、東京港日の出ふ頭へのアクセス道路である。
東新橋一丁目から汐先橋交差点を結ぶ支線は環状第2号線の一部を構成する。

## 概要

### 路線データ
- 総延長：1.8km[1]
- 実延長：1.8km[1]
- 起点
  - 本線：東京都港区新橋二丁目（新橋駅前交差点 = 国道15号交点）
  - 支線：東京都港区東新橋一丁目（蓬莱橋南交差点 = 東京都道316号日本橋芝浦大森線交点）
  - 支線（環状第2号線）：東京都港区東新橋一丁目（東新橋一丁目交差点 = 国道15号交点）
- 終点
  - 本線：東京都港区海岸二丁目（国道130号交点）
  - 支線（環状第2号線）：東京都中央区銀座八丁目（汐先橋交差点 = 東京都道50号東京市川線、東京都道316号日本橋芝浦大森線交点）
- Google マップ - 起点〜都道日本橋芝浦大森線交点まで
- Google マップ - 支線
- Google マップ - 都道日本橋芝浦大森線交点〜終点まで
- Google マップ - 支線（環状第2号線）

## 路線状況

### 通称
環二通り：東新橋一丁目～汐先橋交差点（支線・環状第2号線）＝東京都通称道路名設定公告（2014年4月1日）整理番号138
本線には通称名は存在しない。

### 交通量
24時間自動車類交通量（台/日）
- 33,193（推定値）

## 地理

### 通過する自治体
- 東京都
  - 港区
  - 中央区（汐先橋交差点）

### 交差する道路
交差する道路の特記がないものは区道。
本線
| 交差する道路                              | 交差する道路                              | 交差点名 | 交差点名           |
| ----------------------------------------- | ----------------------------------------- | -------- | ------------------ |
| 都道405号外濠環状線支線 新橋駅方面        |                                           |          |                    |
| 国道15号（第一京浜）                      | 国道15号（第一京浜）                      | 港区     | 新橋駅前           |
| 都道481号新橋日の出ふ頭線支線             | - （屈折）                                | 港区     | 汐留北             |
| 都道481号新橋日の出ふ頭線支線（環二通り） | 都道481号新橋日の出ふ頭線支線（環二通り） | 港区     | 汐留               |
| 都道316号日本橋芝浦大森線（海岸通り）     | 都道316号日本橋芝浦大森線（海岸通り）     | 港区     | （海岸一丁目地内） |
|                                           |                                           | 港区     | 竹芝桟橋入口       |
| -                                         | 都道316号日本橋芝浦大森線（海岸通り）     | 港区     | （海岸二丁目地内） |
| 国道130号（旧海岸通り）                   | 国道130号（旧海岸通り）                   | 港区     | （海岸二丁目地内） |

環二通り
| 交差する道路                                                                                     | 交差する道路                          | 交差点名 | 交差点名     |
| ------------------------------------------------------------------------------------------------ | ------------------------------------- | -------- | ------------ |
| 都道405号外濠環状線支線（環二通り） 虎ノ門、四谷方面                                             |                                       |          |              |
| 国道15号（第一京浜）                                                                             | 国道15号（第一京浜）                  | 港区     | 東新橋一丁目 |
| 都道481号新橋日の出ふ頭線本線                                                                    | 都道481号新橋日の出ふ頭線本線         | 港区     | 汐留         |
| 都道316号日本橋芝浦大森線（海岸通り）                                                            | 都道316号日本橋芝浦大森線（海岸通り） | 中央区   | 汐先橋       |
| 東京都道50号東京市川線（新大橋通り） 築地、大島方面・（環二通り） 豊洲市場、東京ビッグサイト方面 |                                       |          |              |

### 沿線施設
- 汐留地区
  - パナソニック東京汐留ビル
  - 電通本社ビル
  - 汐留メディアタワー
  - 東京汐留ビルディング
  - 汐留住友ビル
- アクティ汐留
- 東京都立芝商業高等学校
- 東京臨海新交通臨海線（ゆりかもめ） 竹芝駅、日の出駅
- 東京港日の出ふ頭